# جيمي هورتون
جيمي هورتون (بالإنجليزية: Jimmy Horton)‏ هو سائق سباق أمريكي، ولد في 3 يوليو 1956 في ترنتون في الولايات المتحدة.

## وصلات خارجية
- جيمي هورتون على موقع Racing-Reference.info (الإنجليزية)